# Mesajah

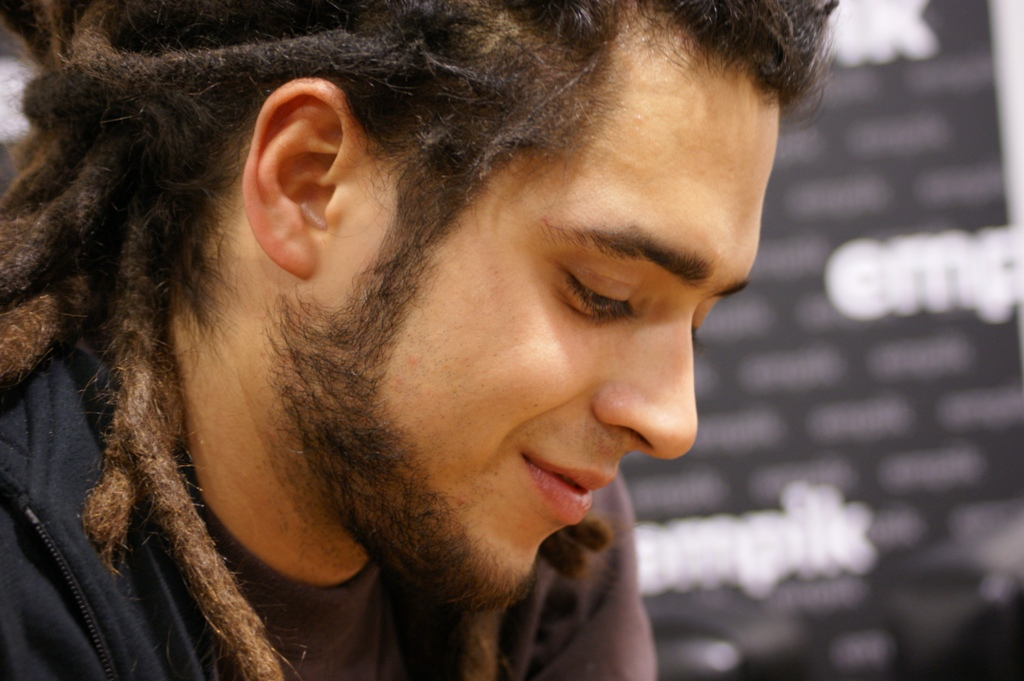
Mesajah, 2008

Mesajah lub Manolo, właśc. Manuel Rengifo Diaz (ur. 26 listopada 1985 we Wrocławiu) – polski wokalista, wykonujący muzykę reggae, dancehall i raggamuffin pochodzenia peruwiańskiego.

## Życiorys
Urodził się we Wrocławiu. Jego ojciec pochodzi z Peru i ma korzenie peruwiańsko-hiszpańskie, matka jest Polką, której rodzina pochodziła z Kresów Wschodnich.
W 2003 wraz ze swoim bratem Paxonem, a także kolegą Yanazem utworzył grupę Natural Dread Killaz, w ramach której wydali dwa albumy: Naturalnie (2005) i Ile lat (2010).
We wrześniu 2008 wydał swój debiutancki, solowy album studyjny, zatytułowany Ludzie prości, który został wydany nakładem wytwórni Pink Crow Records oraz był promowany singlem „Każdego dnia”. W grudniu oświadczył, że wycofuje zgłoszenie płyty do nagród Fryderyki ze względu na zakwalifikowanie albumu do kategorii „etno/folk”.
15 lutego 2012 wydał drugi solowy album studyjny, zatytułowany Jestem stąd. 7 czerwca 2013 premierę miał jego trzeci krążek, zatytułowany Brudna prawda, a 21 października 2016 ukazała się czwarta płyta, zatytułowana Powrót do korzeni.
Partnerką artysty jest Barbara Miedzińska, wokalistka z jego zespołu.

## Dyskografia
Albumy
| Tytuł             | Dane dot. albumu                                          | Pozycja na liście |
| Tytuł             | Dane dot. albumu                                          | POL               |
| ----------------- | --------------------------------------------------------- | ----------------- |
| Ludzie prości     | - Data: 1 września 2008 - Wydawca: Pink Crow Records      | 19                |
| Jestem stąd       | - Data: 15 lutego 2012 - Wydawca: Lion Stage Management   | 36                |
| Brudna prawda     | - Data: 7 czerwca 2013 - Wydawca: Urban Rec               | 14                |
| Powrót do korzeni | - Data: 21 października 2016 - Wydawca: Lou & Rocked Boys | 24                |

### Single
| „Każdego dnia”                                                       | 2008 | 56 | 2  | 21 | – | – | –  | 12 | – | Ludzie prości                           |
| „Ładna i cwana”                                                      | 2008 | –  | –  | –  | – | – | –  | –  | – | Ludzie prości                           |
| „Szukając szczęścia” (gościnnie: Kamil Bednarek)                     | 2012 | 8  | 20 | –  | 7 | 1 | 7  | –  | – | Jestem stąd                             |
| „Ogień”                                                              | 2012 | –  | –  | –  | – | – | –  | –  | – | Jestem stąd                             |
| „Ten kraj”                                                           | 2013 | –  | –  | –  | – | – | –  | –  | – | Brudna prawda                           |
| „Stand firm”                                                         | 2013 | –  | –  | –  | – | – | –  | –  | – | Brudna prawda                           |
| „Swoją drogą” (gościnnie: Milo Mailo)                                | 2014 | –  | –  | –  | – | – | –  | –  | 5 | Jestem stąd                             |
| „Lepsza połowa”                                                      | 2014 | 10 | –  | –  | – | 1 | –  | –  | – | Brudna prawda                           |
| L.U.C. – „W związku z tym” (gościnnie: K2, Mesajah, Krystyna Prońko) | 2014 | –  | –  | –  | – | – | 20 | 50 | – | Reflekcje o miłości apdejtowanej selfie |
| „Wolne”                                                              | 2016 | 63 | –  | –  | 1 | – | –  | –  | – | Powrót do korzeni                       |
| „Powiedz kim byś był”                                                | 2017 | –  | 34 | –  | – | 9 | –  | –  | – | Powrót do korzeni                       |
| „Kiedy Ciebie nie ma”                                                | 2017 | –  | –  | –  | – | – | –  | –  | – | Powrót do korzeni                       |
| „Eva” (wspólnie z Cleo)                                              | 2018 | –  | –  | –  | – | – | –  | –  | – | superNOVA                               |
| „Nie poddawaj się” (razem z Donatanem i Robertem Lewandowskim)       | 2019 | –  | 32 | –  | – | – | –  | –  | – | Stamina                                 |
| „Zapach lasu”                                                        | 2019 | –  | –  | –  | – | – | –  | –  | – | –                                       |
| „W sieci”                                                            | 2020 | –  | –  | –  | – | – | –  | –  | – | Manuel Diaz                             |
| „Nowy rozdział”                                                      | 2021 | –  | –  | –  | – | – | –  | –  | – | Manuel Diaz                             |
| „–” utwór nie był notowany.                                          |      |    |    |    |   |   |    |    |   |                                         |

Inne
| Album                                           | Rok  | Utwór | Źródło |
| ----------------------------------------------- | ---- | --- | ------ |
| Polski ogień (kompilacja)                       | 2006 | Mesajah – „Boom Na Babilon (Rodeo)” | [ 23 ] |
| Paxon – PaXtape Vol. 1                          | 2009 | „Babilon szuka ganji” (gościnnie: Miodu, Ras Luta, Mesajah) „Dejmien pejwien” (gościnnie: Muff, Paxon, P.Rosiak, Wompey, Chico, Mesajah) „Nie krztuś się” (gościnnie: Mesajah, Yanaz) „Tylko raz dane” (gościnnie: Mesajah) | [ 24 ] |
| Człowień – Człowiek z krwi i kości              | 2009 | „Ten czas (II)” (gościnnie: Mesajah, Zeu) | [ 25 ] |
| L.U.C. – Kosmostumostów                         | 2011 | „Samomasujące ulice chcą zieleni” (gościnnie: Mesajah) | [ 26 ] |
| Antone – Prawo Talionu                          | 2012 | „Graj dalej” (Brainpain RMX) (gościnnie: Mesajah, Mln, Lady Nina, Ice, DJ Liqiud) „Graj dalej” (PMX RMX) (Hidden Track) (gościnnie: Mesajah, Mln, Lady Nina, Ice)                                                           | [ 27 ] |
| Temate – Tematycznie                            | 2013 | „Przyszło z wiekiem” (gościnnie: Mesajah, Hades) | [ 28 ] |
| WhiteHouse – Kodex 5 Elements                   | 2014 | „Niepisany kodeks” (gościnnie: Mesajah, Sztoss, Tallib) | [ 29 ] |
| L.U.C – Przekrój                                | 2014 | „Dziękuję (Prolog)” (gościnnie: Rahim, Buka, Vienio, Czesław Śpiewa, Mesajah) | [ 30 ] |
| L.U.C – Reflekcje o miłości apdejtowanej selfie | 2014 | „W związku z tym” (gościnnie: K2, Mesajah) | [ 31 ] |

## Teledyski
| Utwór                                                                       | Rok  | Reżyseria                                  | Album                                   | Źródło |
| --------------------------------------------------------------------------- | ---- | ------------------------------------------ | --------------------------------------- | ------ |
| „Każdego dnia”                                                              | 2008 | –                                          | Ludzie prości                           | [ 32 ] |
| „Szukając szczęścia” (gościnnie: Kamil Bednarek)                            | 2012 | OG Films                                   | Jestem stąd                             | [ 33 ] |
| „Ogień”                                                                     | 2012 | OG Films                                   | Jestem stąd                             | [ 34 ] |
| „Do rana”                                                                   | 2012 | OG Films                                   | Jestem stąd                             | [ 35 ] |
| „Wiadomość”                                                                 | 2012 | OG Films                                   | Jestem stąd                             | [ 36 ] |
| „Ten kraj”                                                                  | 2013 | OG Films                                   | Brudna prawda                           | [ 37 ] |
| „Stand Firm”                                                                | 2013 | OG Films                                   | Brudna prawda                           | [ 38 ] |
| „Babilon”                                                                   | 2013 | OG Films                                   | Brudna prawda                           | [ 39 ] |
| „Swoją drogą” (gościnnie: Milo Mailo)                                       | 2014 | OG Films                                   | Jestem stąd                             | [ 40 ] |
| „Lepsza połowa”                                                             | 2014 | OG Films                                   | Brudna prawda                           | [ 41 ] |
| „Wolne”                                                                     | 2016 | Piotr Ograbek                              | Powrót do korzeni                       | [ 42 ] |
| Gościnnie                                                                   |      |                                            |                                         |        |
| Antone – „Graj Dalej (PMX remix)” (gościnnie: Mesajah, Mln, Lady Nina, Ice) | 2011 | OG Films                                   | Prawo talionu                           | [ 43 ] |
| Temate – „Przyszło z wiekiem” (gościnnie: Mesajah, Hades)                   | 2013 | –                                          | Tematycznie                             | [ 44 ] |
| Milo Mailo – „Nie zapomnę” (gościnnie: Yanaz, Mesajah)                      | 2013 | –                                          | Kamień milowy                           | [ 45 ] |
| WhiteHouse – „Niepisany kodeks” (gościnnie: Mesajah, Sztoss, Tallib)        | 2014 | Dirt Video                                 | Kodex 5 Elements                        | [ 46 ] |
| L.U.C – „W związku z tym” (gościnnie: K2, Mesajah)                          | 2014 | Łukasz „L.U.C” Rostkowski, Kuba Annusewicz | Reflekcje o miłości apdejtowanej selfie | [ 47 ] |

## Nagrody i wyróżnienia
| Rok  | Nagroda           | Kategoria                 | Tytułem                                   | Nota      | Źródło |
| ---- | ----------------- | ------------------------- | ----------------------------------------- | --------- | ------ |
| 2014 | Eska Music Awards | Najlepszy hit             | Mesajah i Bednarek – „Szukając szczęścia” | Nominacja | [ 48 ] |
| 2014 | Eska Music Awards | Najlepszy artysta         | Mesajah                                   | Nominacja | [ 49 ] |
| 2017 | Fryderyki 2017    | Album roku muzyka korzeni | Powrót do korzeni                         | Nominacja | [ 50 ] |